# Northdale
Northdale – jednostka osadnicza w Stanach Zjednoczonych, w stanie Floryda, w hrabstwie Hillsborough.